# 河本大作
河本 大作（こうもと だいさく、1883年（明治16年）1月24日 - 1955年（昭和30年）8月25日）は、昭和初期に活動した日本の陸軍軍人。陸軍大佐。張作霖爆殺事件の計画立案者として知られている。

## 出自
1883年（明治16年）1月24日、兵庫県佐用郡三日月村（現佐用町）に、地主河本参二の次男として生まれた。高等小学校、大阪陸軍地方幼年学校、中央幼年学校を経て、1903年（明治36年）11月に陸軍士官学校（第15期、卒業順位97番、歩兵科）を卒業。翌年日露戦争に出征、重傷。1914年（大正3年）に陸軍大学校（第26期、修了順位24番）を卒業した。中支派遣軍参謀、参謀本部付、支那公使館付武官補佐官、陸軍大学兵学教官、1926年（大正15年）３月大佐で関東軍参謀となる、そこで張作霖爆殺事件（1928年 - 昭和3年6月）、停職、待命、予備役編入。陸軍士官学校第15期は乃木希典の次男保典（歩兵科、日露戦争で戦死）と同期である。

## 奉天軍閥打倒計画
満洲では1928年3月、奉天軍閥と日本側とのあいだで緊張が高まっていた。一方的に張作霖が「満鉄並行線」の経営強化に乗り出したことが原因であり、これに対し、満鉄も総領事館も関東軍も「忘恩的反日行動」であるとしてこれに憤っていた。その中心が関東軍高級参謀の河本であり、奉天督軍顧問の土肥原賢二であった。河本の計画の詳細は不明ながら、彼は軍司令官の許可を経ずに一種のクーデターを考えていたようである。
また、町野武馬政治談話録音によると河本は九州で部隊長になった際、野放図なことをやって高利貸から2 - 3千円を借りたが、返せずに訴えられ困っていた。内々に返せば大事にならないと張作霖に手紙を書き3千円を工面してもらった。張作霖あてに書いた礼状には、この件で陸軍を罷免になった際はなんとか部下として使ってほしいとまで書かれてあった。

## 張作霖爆殺事件

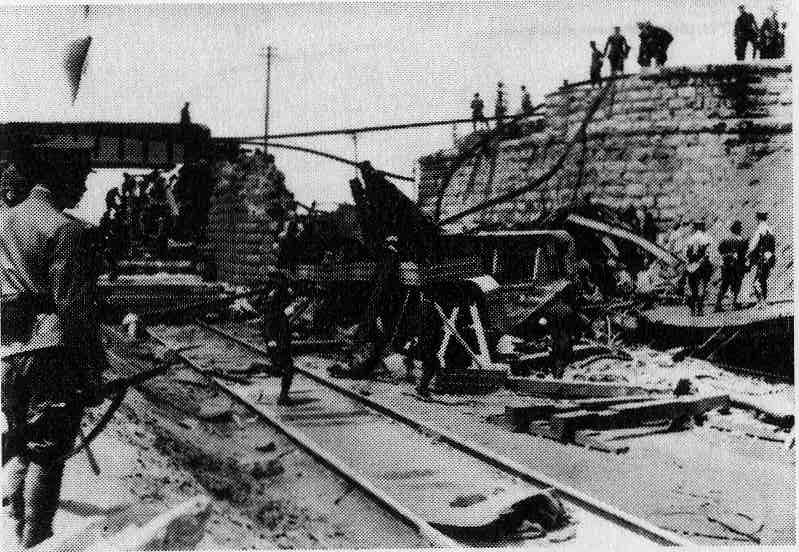
張作霖爆殺現場の状況

1928年（昭和3年）6月4日、蔣介石の北伐の圧迫を受け北京から満洲に帰還する途上にあった張作霖を乗せた南満洲鉄道の車両が、奉天付近で爆破され、張作霖は重傷を負い、2日後に死亡した（張作霖爆殺事件）。当初日本の新聞では蔣介石率いる中国国民党軍のスパイ（便衣隊）の犯行の可能性も指摘されて満洲某重大事件と呼称されていたが、その後の調査で関東軍高級参謀の河本が計画立案をし、現場警備を担当していた独立守備隊の東宮鉄男大尉および朝鮮軍から分遣されていた桐原貞寿工兵中尉らを使用して実行したと判明した。東宮は中国人の苦力2人を殺害し、爆破を北伐軍の犯行とみせかけようとしたとされる。
事件当初から関東軍の関与は噂されており、奉天総領事から外相宛の報告では、現地の日本人記者の中に関東軍の仕業であると考えるものも多かったと記されている。河本自身は、事件の数ヶ月前に東京の知人宛に送った手紙において、「張作霖の一人や二人ぐらい、野垂れ死にしても差し支えないじゃないか。今度という今度はぜひやるよ。……僕は唯唯満蒙に血の雨を降らすことのみが希望」と書き記している。関東軍司令官の村岡長太郎は支那駐屯軍に張作霖を抹殺させる工作を行うよう竹下義晴中佐に内命を下していたが、河本はこれを押しとどめ自身の計画を実行したとされる。
この事件の処理を巡って、当時首相の田中義一は当初日本軍が関与した可能性があり事実ならば厳正に対処すると昭和天皇に報告したが後の報告もあやふやなものであったため、天皇周辺の者が述べるところによれば、昭和天皇の怒りを買い、内閣の総辞職につながったという。河本は軍法会議にかけられることはなく1929年（昭和4年）4月に予備役に編入されるという人事上の軽い処置に留まった。西園寺公望の政治秘書であった原田熊雄が記した『西園寺公と政局』や『昭和天皇独白録』によると、若し軍法会議を開いて訊問すれば、河本は日本の謀略を全部暴露すると云つたので、軍法会議は取止めとなり、予備役に編入される。
なお、この処置に対して、張作霖を反共の防波堤と考えていた松井石根陸軍大将は反対し、最後まで河本を首謀者であると考え厳罰を要求し続けた。

### 河本無罪説
ロシア人歴史小説家のドミトリー・プロホロフは、張作霖爆殺事件は河本の首謀ではなく、GRUが首謀したものという説を紹介している。もっとも事件当時から日本の政治中枢や現地関係者間では、河本大作を犯人だとした上で日本陸軍乃至関東軍と事件との関わりが問題とされていた。ただ、戦後の東京裁判で田中隆吉が暴露したことによって、張作霖爆殺の実態が広く日本国民一般に知られたに過ぎない。また、戦後、中国の太原の収容所で河本本人が自身の張作霖爆殺について供述している。また、この前に既に河本の義弟である平野零児が『河本大作伝』を纏めるために他人からの依頼で河本の口述を筆記、コピーの一つを河本の家族に渡していた。戦後間もなくそれが河本の知人から『私が張作霖を殺した』との題で文芸春秋に紹介されていて、この内容は中国側が平野が記憶に基づいて復元した河本の口供を河本の供述の裏どりのために利用した為もあってか、近年公開された中国側の発表内容と殆ど一致している。また、軍関係の協力者らによる河本犯行説の裏付け証言も多数そろっている。これらに対して、田中の供述はGHQの意に迎合した偽証ではないかとする説や、河本の自供や平野の主張は共産党管理下の収容所で洗脳された結果や自身の立場上の都合ではないかとする説も、日本ではしばしば主張される。

## 事件以後
2020年8月14日NHK総合で放送のTV番組（目撃！にっぽん）「“大悪人”の孫と呼ばれて〜張作霖爆殺事件 92年目の思索〜」において、早稲田大社会科学総合学術院教授の劉傑は、戦後の太原収容所での河本の供述書の日本語未翻訳部分には、河本が予備役となった後も1931年の満洲事変において軍に協力し、その資金工作、軍と民間の橋渡しに関与していたこと、また、満洲制圧を侵略と認識していたことを述べている内容があると語っている。
1931年、満州出張中に奉天で急性盲腸炎から腹膜炎を併発、満鉄病院で手術を受けるが、麻酔をかけて秘密を口走ることを怖れ、友人が両手を押さえて麻酔なしで手術を受け、痛さのあまり手術台の上で大暴れしている。
一方で、日本政府・軍が関与を否定した機密事項でありながら内輪では自慢話のように河本は張作霖爆殺について語っていて、聞いた者も多い。このとき、事件後何年も経ち当時の事情を知らない者らに自己正当化して、それまで中国人側の抗日・悔日が激しかったがこの事件を機に一時的なものとはいえ途端に一日で止んだとしばしば語っている。実際には当時、日本人の仕業と信じる中国人の反日感情は激化、満鉄付属地周辺には警戒線が張られ日本人のみが身体検査をされる、日本人生徒（旧制中学４年生）が奉天軍兵士に銃剣で刺される、奉天城内から日本人退去が続出する、林総領事が満鉄付属地の日本人居留民の退去を命じる、それまで張作霖派の危機に際しては満鉄付属地に避難する中国人金持ちが今回はむしろ日本側土地を避ける等の事態が起こっている。

### 満鉄経済調査会委員長
その後は関東軍時代の伝手を用いて、1932年（昭和7年）に南満洲鉄道の理事、1934年（昭和9年）には全満州の炭鉱を統合した満洲炭坑の理事長となった。中国で活躍できたのは後の満州国皇帝である溥儀や山西省の軍閥である閻錫山などに顔がきき、日本にとって使いやすい存在であったからだとされる。 1935年（昭和10年）2月には、南満洲鉄道の経済調査会委員長として、奉天省・吉林省・黒竜江省の人口増加などを統計調査した。
1942年（昭和17年）、日支経済連携を目的として設立された北支那開発株式会社傘下の鉄鉱・軽工業製品を扱う山西産業株式会社社長に、第一軍参謀長の花谷正の斡旋により就任、ソ連軍の満洲侵入後も中華民国の華北で生活していた。

### 第二次世界大戦後
戦後、山西省太原市の山西産業は中華民国に接収され、西北実業建設公司へと名称を変更したが、中華民国の指示により河本は同社の最高顧問に就任し、引き続き会社の運営にあたった。
戦前同社に務めていた日本人民間人の半数は終戦にあたり帰国したが、残り半数は終戦前と同じ待遇で留任、河本自身も「総顧問」の肩書きで残留した。家族などを含めたその数は1200人余りであった。これらの残留は河本の勧誘によるものであった。
その後河本は日僑倶楽部委員長に就任、太原の日本人とともに閻錫山の中国国民党の山西軍に協力して中国共産党軍と戦ったが、1949年（昭和24年）には中国共産党軍は太原を制圧、河本は捕虜となり、同年に建国された中華人民共和国の戦犯として太原戦犯管理所に収監された。
中国側からの尋問に対し、河本の自供では、関東軍は張作霖の勢力が大きすぎて満鉄発展のために邪魔だったことから張作霖爆殺を計画し、その責任は関東軍にある。偽装工作を行っていたが通らず、陸軍省が責任者を明らかにするよう関東軍に求めてきたので、司令官が誰を責任者にするか悩んだ末、自身が全責任を負うことにしたと事件の真相について供述している。

### 死去
1955年（昭和30年）8月25日、河本は中華人民共和国の収容所にて病死した。72歳没。
現在において事変の犯人と呼ばれているが、終戦後のGHQによる極東国際軍事裁判や蒋介石による南京軍事法廷において当時は国民党と共産党が角逐する政情不安定な中国北部にいたこともあって、張作霖爆殺事件の証人として呼ばれたり尋問されたりすることはなかった。
収容所内では他の日本人収容者から「お前のせいでこんなことになった」などの罵言を受けていたという話が伝わっている。河本の遺骨は1955年（昭和30年）12月18日に舞鶴港に到着した第12次中共帰国船（興安丸）で他の日本人抑留者及び日本人遺骨とともに祖国に戻っている。
翌1956年（昭和31年）1月31日に青山斎場にて葬儀が営まれた。このときは旧陸軍関係者や満洲国の関係者などが大勢参列し盛大なものであった。弔文は友人代表の大川周明が寄せ「河本君は心身ともに不思議なほど柔軟にして強靭。屈伸自在で而も決して折れたりしない。きわめて小心にして甚だ大胆、細密に思慮し、周到に用意し、平然と断行する」と評した。
なお、故郷の三日月町史は河本について「報国の至誠とその果断決行は長く記録されよう」と評しているという。また地元有志により河本の生家の隣にある明光寺の境内に1965年（昭和40年）に建立した顕彰碑がある。碑には「戦犯となり収容所にて病没」と刻まれているという。

## 栄典
- 1904年（明治37年）5月17日 - 正八位[31]
- 1905年（明治38年）8月18日 - 従七位[32]
- 1910年（明治43年）9月30日 - 正七位[33]
- 1915年（大正4年）10月30日 - 従六位[34]
- 1920年（大正9年）11月30日 - 正六位[35]

## 伝記
- 平野零児『満州の陰謀者 河本大作の運命的な足あと』自由国民社、1959年。ASIN B000JASZRG。
- 相良俊輔『赤い夕陽の満州野が原に 鬼才河本大作の生涯』光人社〈光人社NF文庫〉、1995年12月（原著1985年）。ISBN 4-7698-2107-7。